# Pandòsia (Lucània)
Pandòsia (grec antic: Πανδοσία, llatí: Pandosia) era una ciutat de Lucània prop d'Heraclea. Sembla clar que és una ciutat diferent de la del mateix nom al Brútium.
Plutarc diu que Pirros va acampar a la plana entre Pandòsia i Heraclea amb el riu Siris enfront. Les Tabulae Heracleenses també esmenten una ciutat de nom Pandòsia a la vora d'Heraclea.
Estaria situada probablement al lloc de la moderna Santa Maria d'Anglona. Anglona va ser una seu episcopal a l'alta edat mitjana però després es va despoblar.